# ایگور سداشف
ایگور سداشف (استونیایی: Igor Sedašev؛ زادهٔ ۲۱ ژوئیهٔ ۱۹۵۰) سیاستمدار و نماینده سابق مجلس اهل استونی است.